# Луна 18
Луна 18 е апарат, изстрелян от СССР по програмата Луна с цел изследване на Луната.
Апаратът е ускорен към Луната от околоземна орбита.
На 7 септември 1971 г. след две корекции на курса той влиза в кръгова окололунна орбита на 100 km над повърхността и инклинация от 35°.
Извършени са 54 лунни орбити и 85 радиосесии преди задействане на двигателите за спускане.
На 11 септември спускането към повърхността започва, но контакт е изгубен внезапно в 07:48 стандартно време.
Счита се, че апаратът се е разбил най-вероятно на склон на лунен кратер или възвишение.
Мястото на сблъсък е с координати 3°34' с. ш. и 56°30' и. д. в близост до Морето на плодородието.
През 1975 г. са публикувани данни от радарния висотомер на апарата, с помощта на които е изчислена плътността на повърхностния материал на Луната.